# Трухляк ялиновий
Трухляк ялиновий (Pytho kolwensis) — вид жуків з родини трухляків (Pythidae).

## Поширення
Вид поширений на північному сході Європи (Швеція, Фінляндія, Польща) та Північній Азій у зоні тайги на схід до річки Амур. У Польщі трапляється лише Біловезькому національному парку.

## Опис

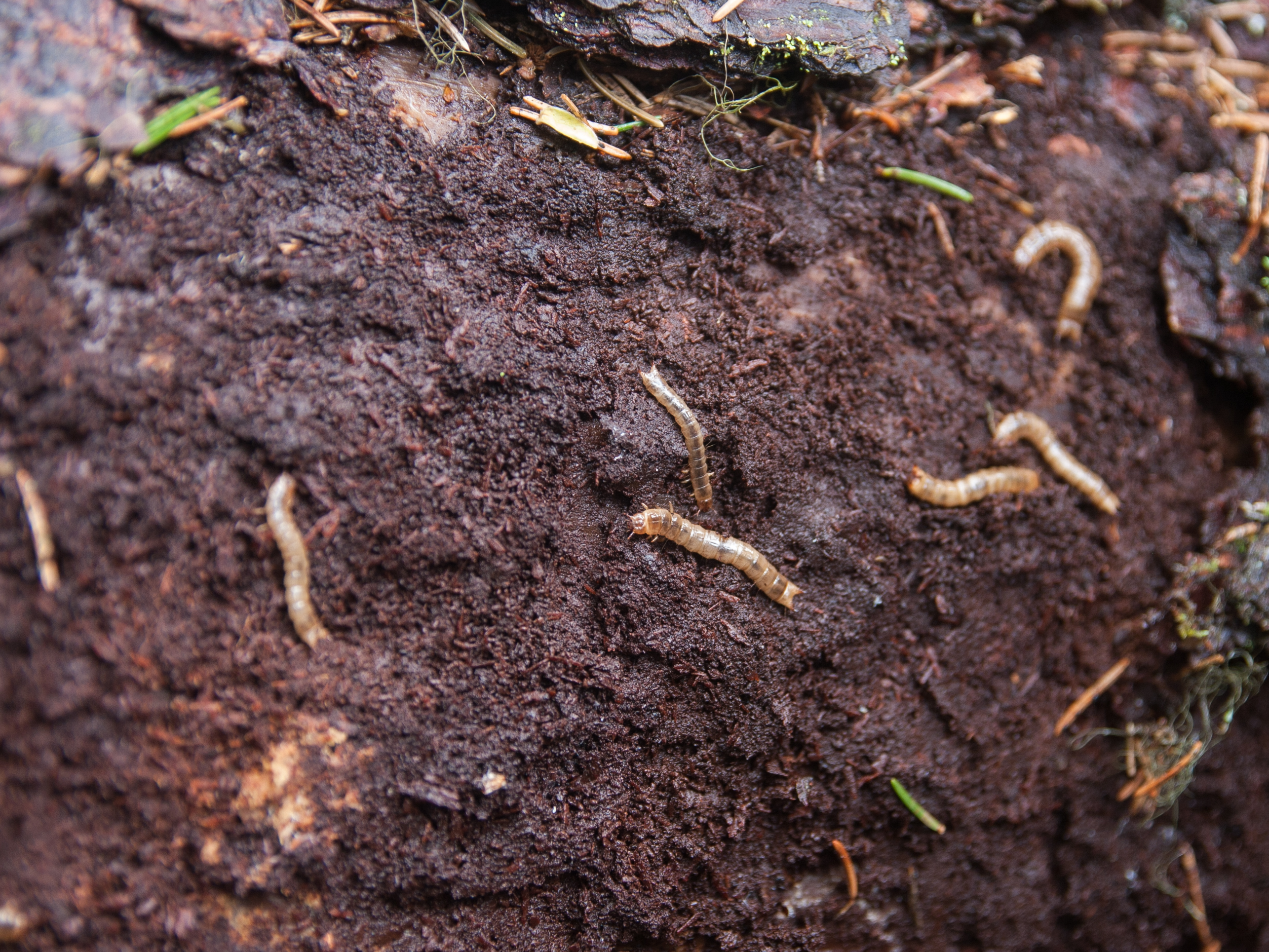
Личинки трухляка ялинового

Жук завдовжки 11-12 мм, забарвлений в чорний колір, дуже рідко з бурими надкрилами. Передньоспинка біля основи з параллельносторонньою перетяжкою. Передній край тонко облямований. Надкрила з десятьма грубими борозенками, які майже дістають до вершини. Мандибули до вершини зігнуті. Вусики ниткоподібні, коричневі, 11-членикові. 

## Спосіб життя
Самиця у травні відкладає яйця під корою старих сосен. Личинки з'являються через два тижні. Вони через свою будову не мають можливості бурити ходи в деревині, тому використовують старі ходи вусачів. Розвиток триває 3-5 років. Личинки за цей час досягають близько 40 мм завдовжки. Заляльковування відбувається з липня по вересень під корою. І личинки, і жуки харчуються розкладеною флоемою та деревиною ялини, а також тирсою та фекаліями інших комах, які раніше там харчувалися.